# Gerard van Honthorst
Gerard van Honthorst, též Gerrit van Honthorst, nebo Gherardo della Notte (4. listopad 1592 Utrecht – 27. duben 1656 Utrecht) byl nizozemský malíř, žák Abrahama Bloemaerta. Okolo roku 1610 se přestěhoval do Itálie, kde si osvojil Caravaggiův styl nočních scén a efektů s umělým světlem. Právě z Honthorstových obrazů čerpal později caravaggiovské prvky Rembrandt. Do Nizozemska se vrátil roku 1620 a setrval zde do roku 1627, kdy byl povolán jako dvorní malíř na dvůr anglického krále Karla I. Po skončení služby působil v Haagu a nakonec, po roce 1652, znovu v rodném Utrechtu. Jeho bratr Willem van Honthorst byl rovněž malířem a některé obrazy namalovali společně.

## Galerie

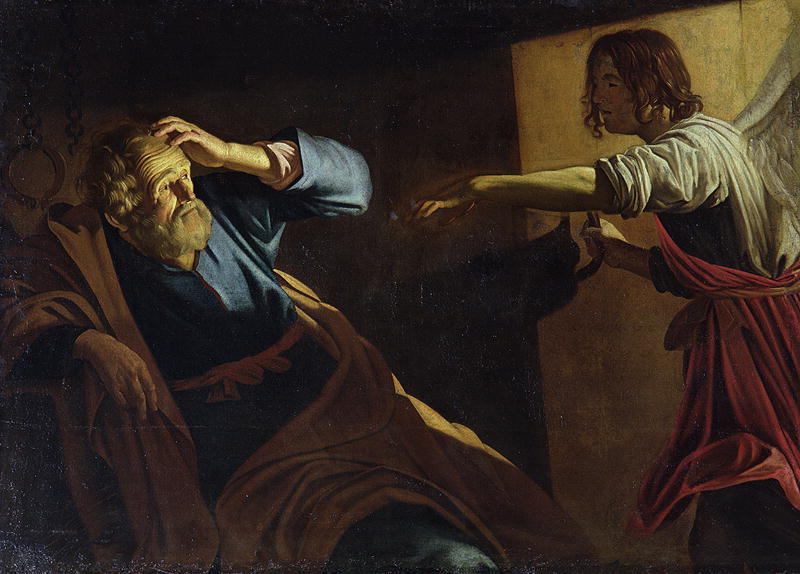
Svatý Petr propuštěný z vězení, 1616-1618
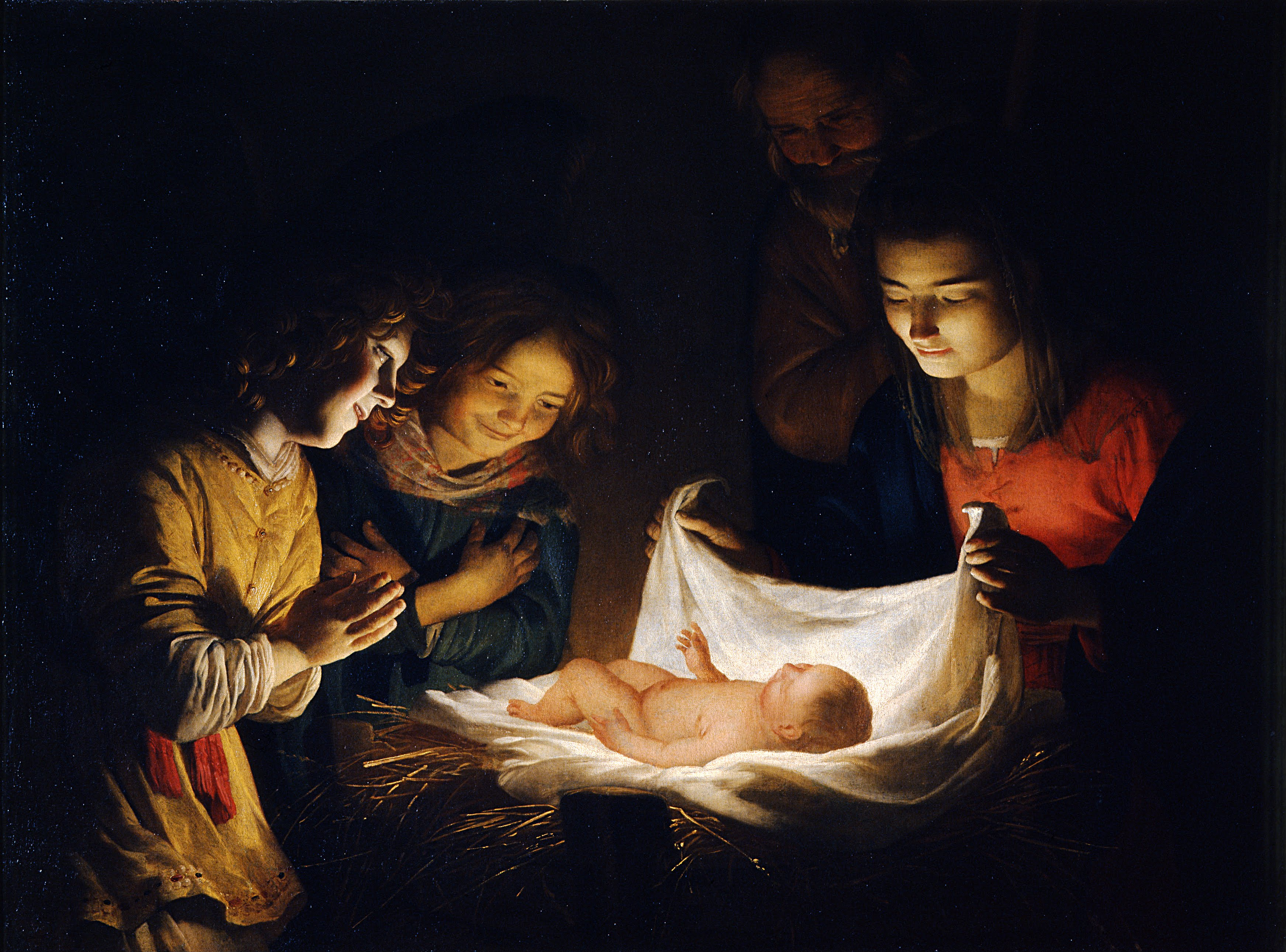
Adorace dítěte, 1620
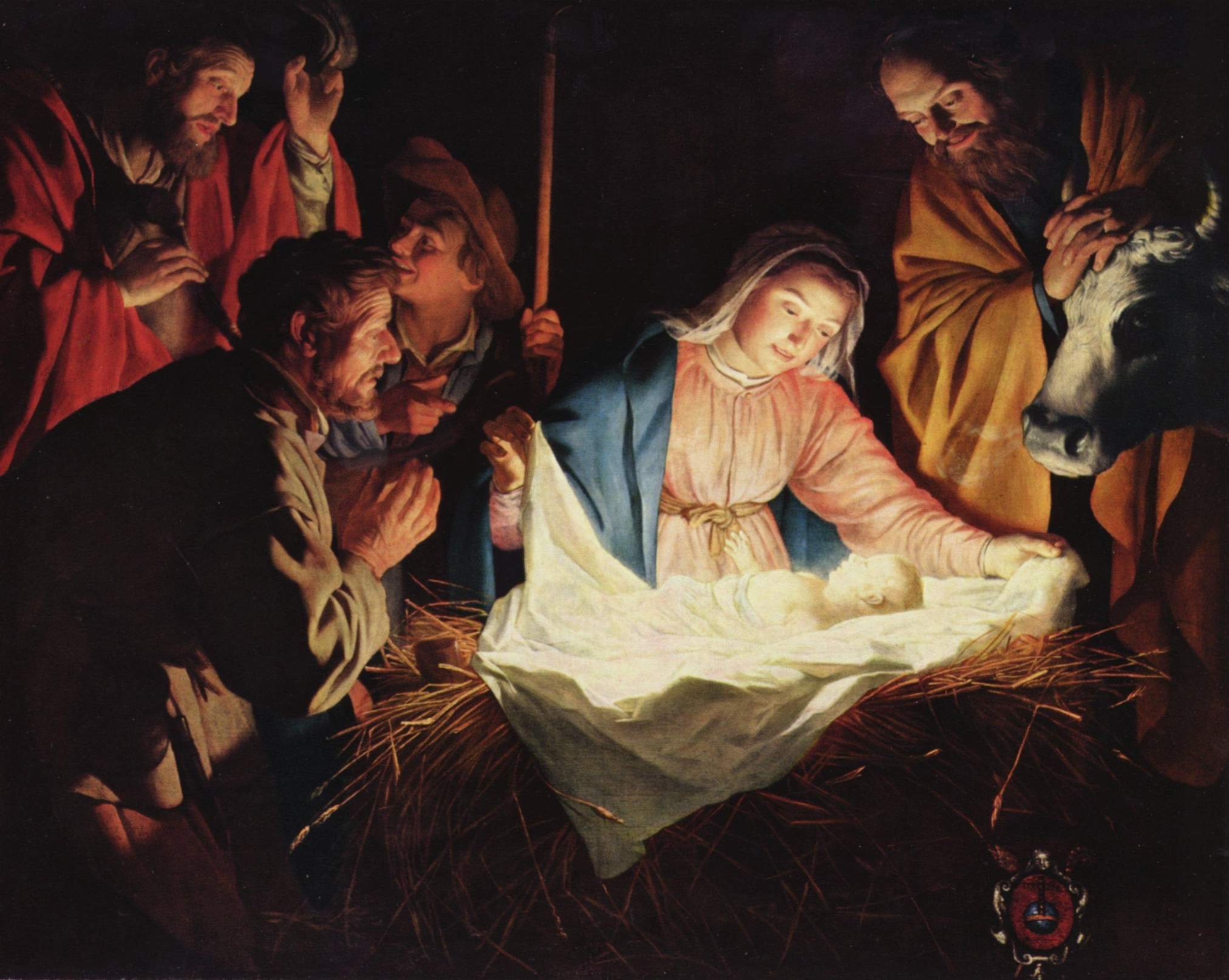
Adorace pastýřů, 1622
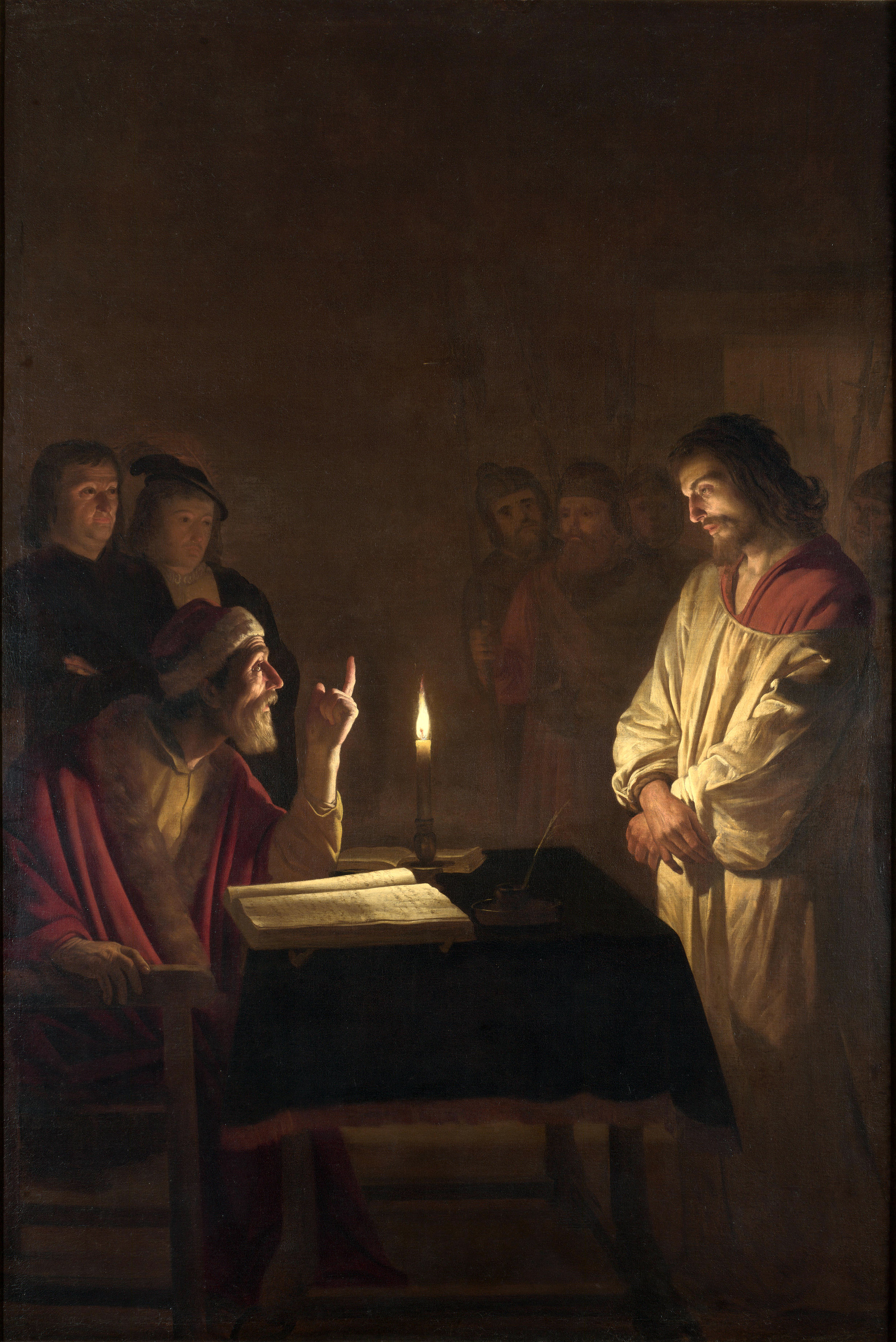
Kristus před veleknězem, asi 1617
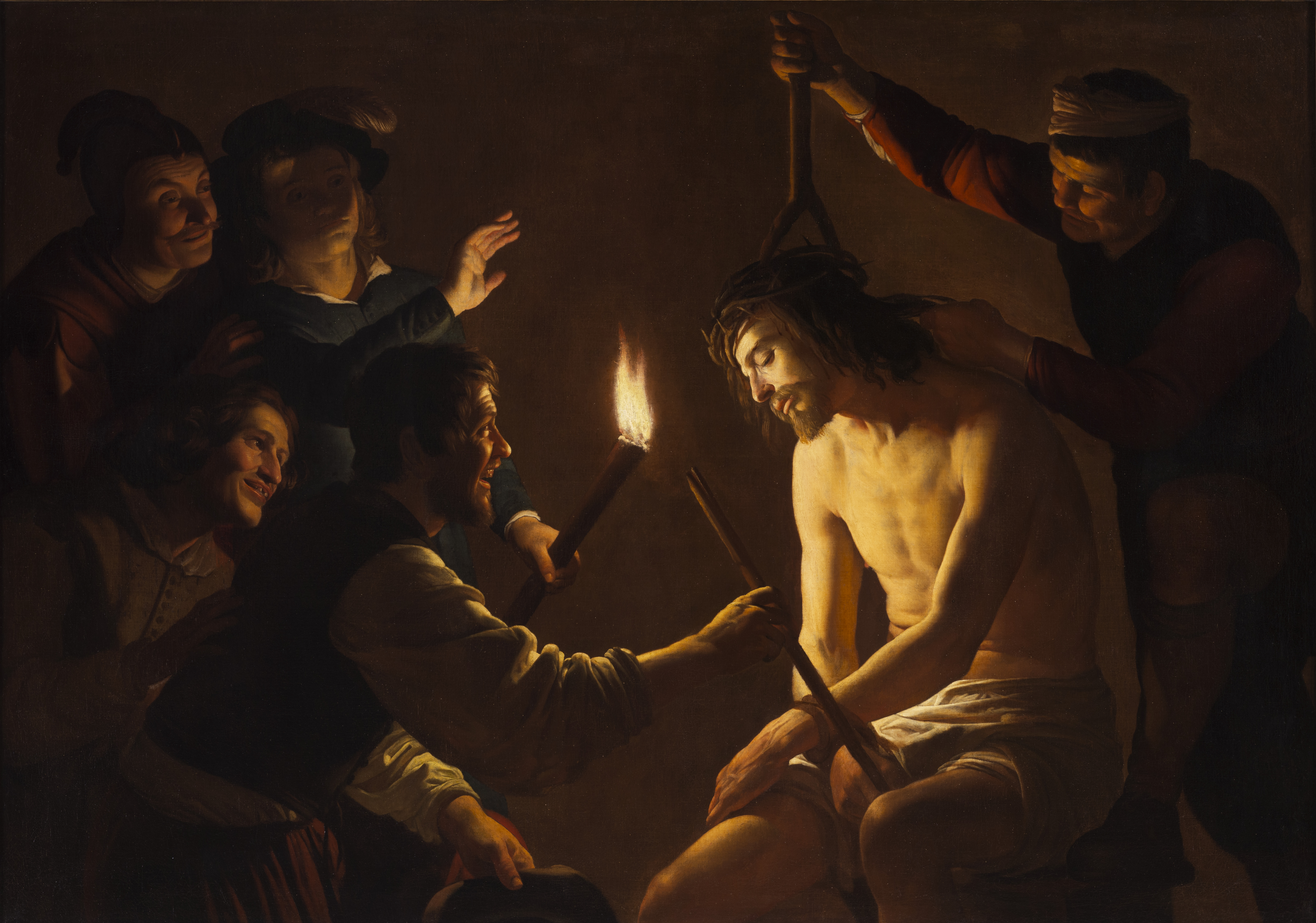
Výsměch Ježíšovi
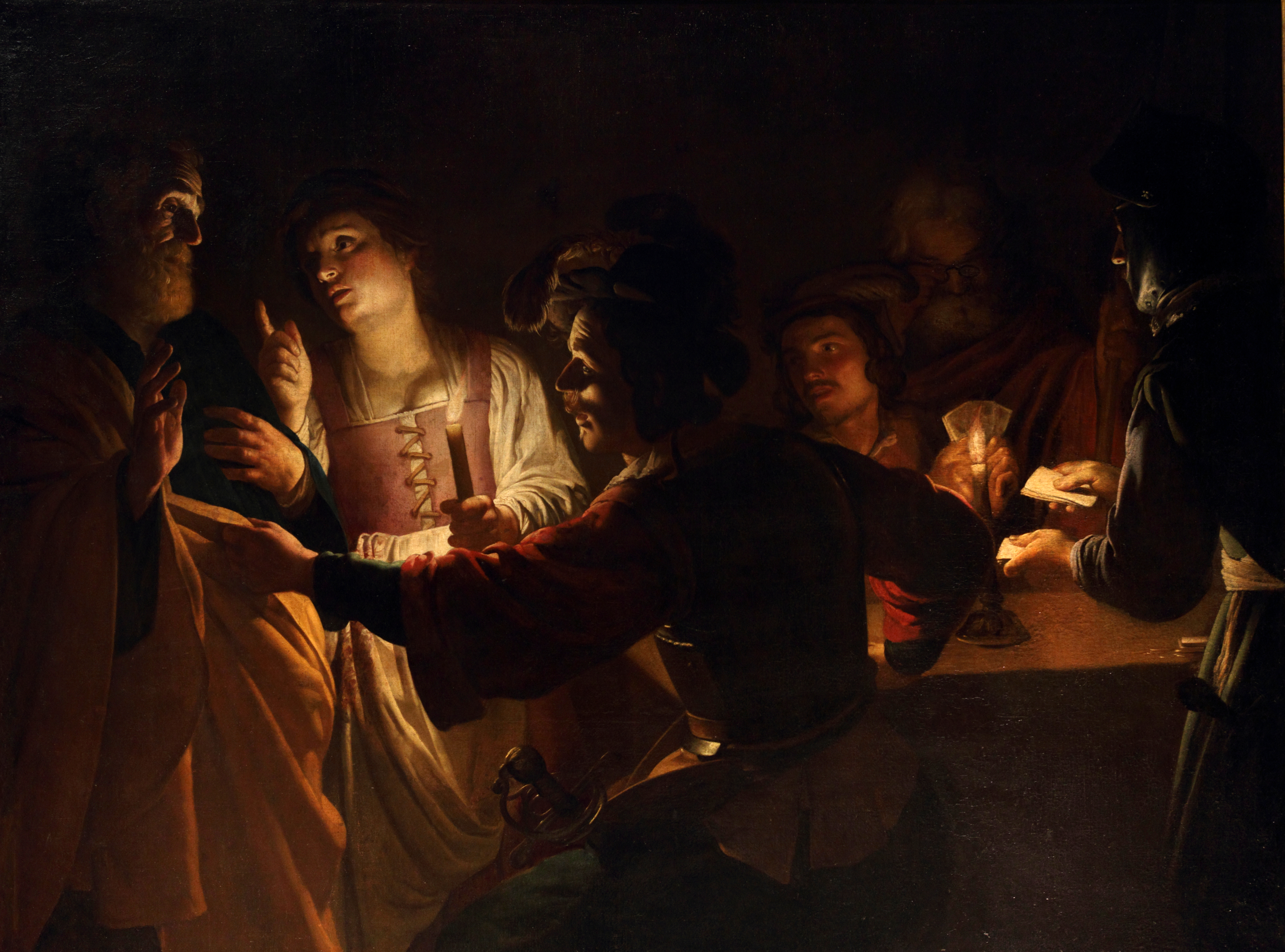
Zapření svatého Petra, asi 1620
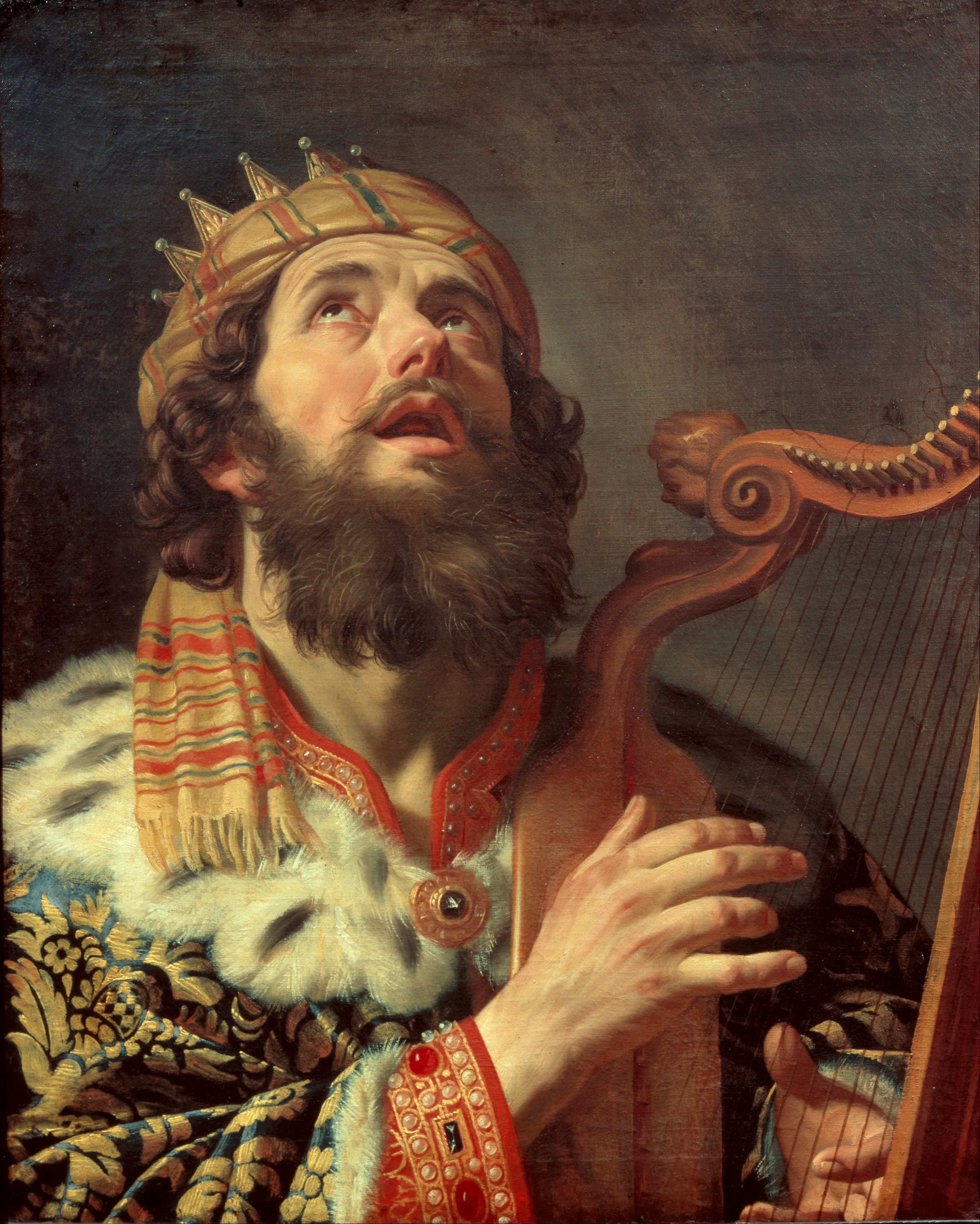
Král David hrající na harfu
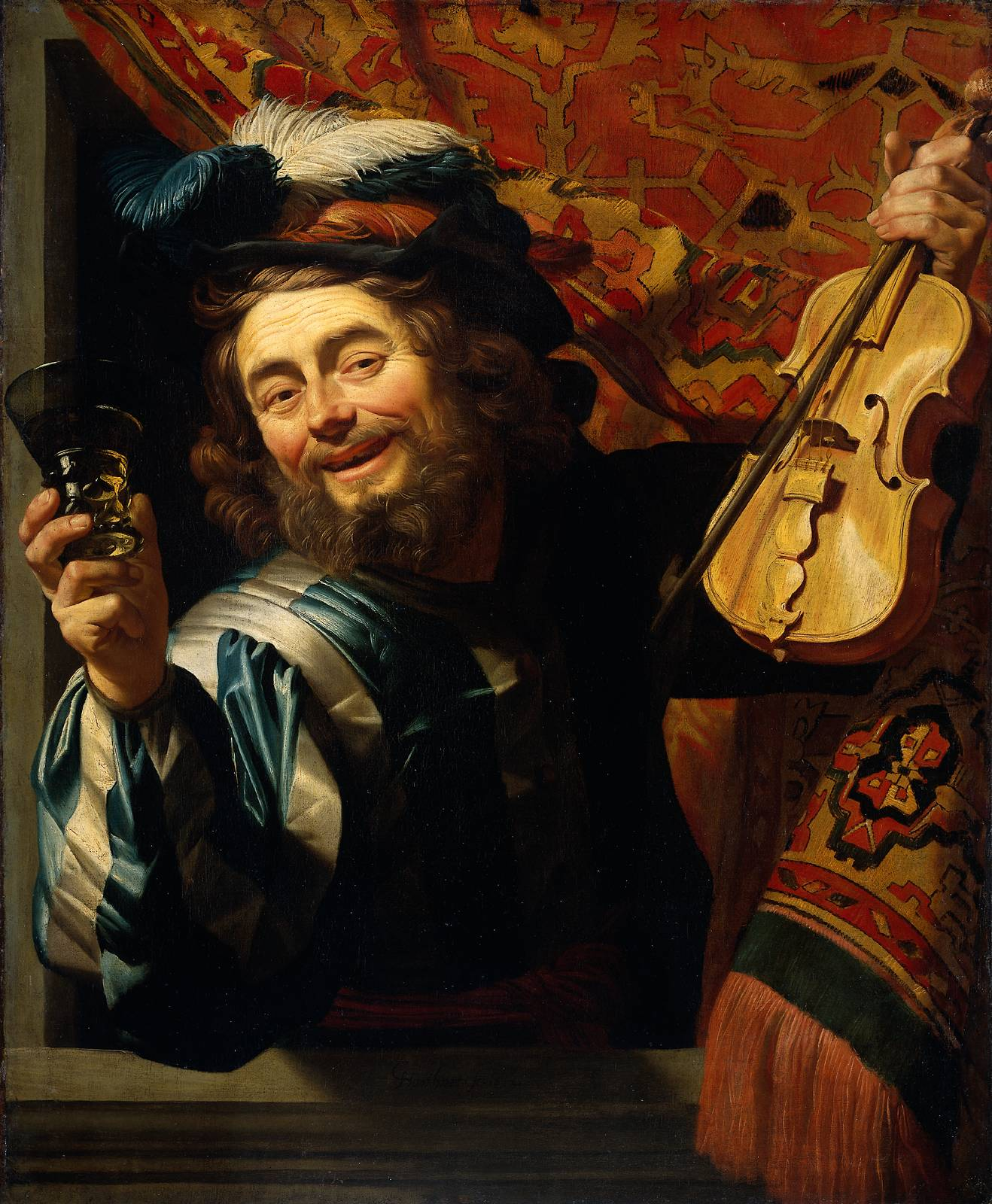
Veselý houslista, 1623
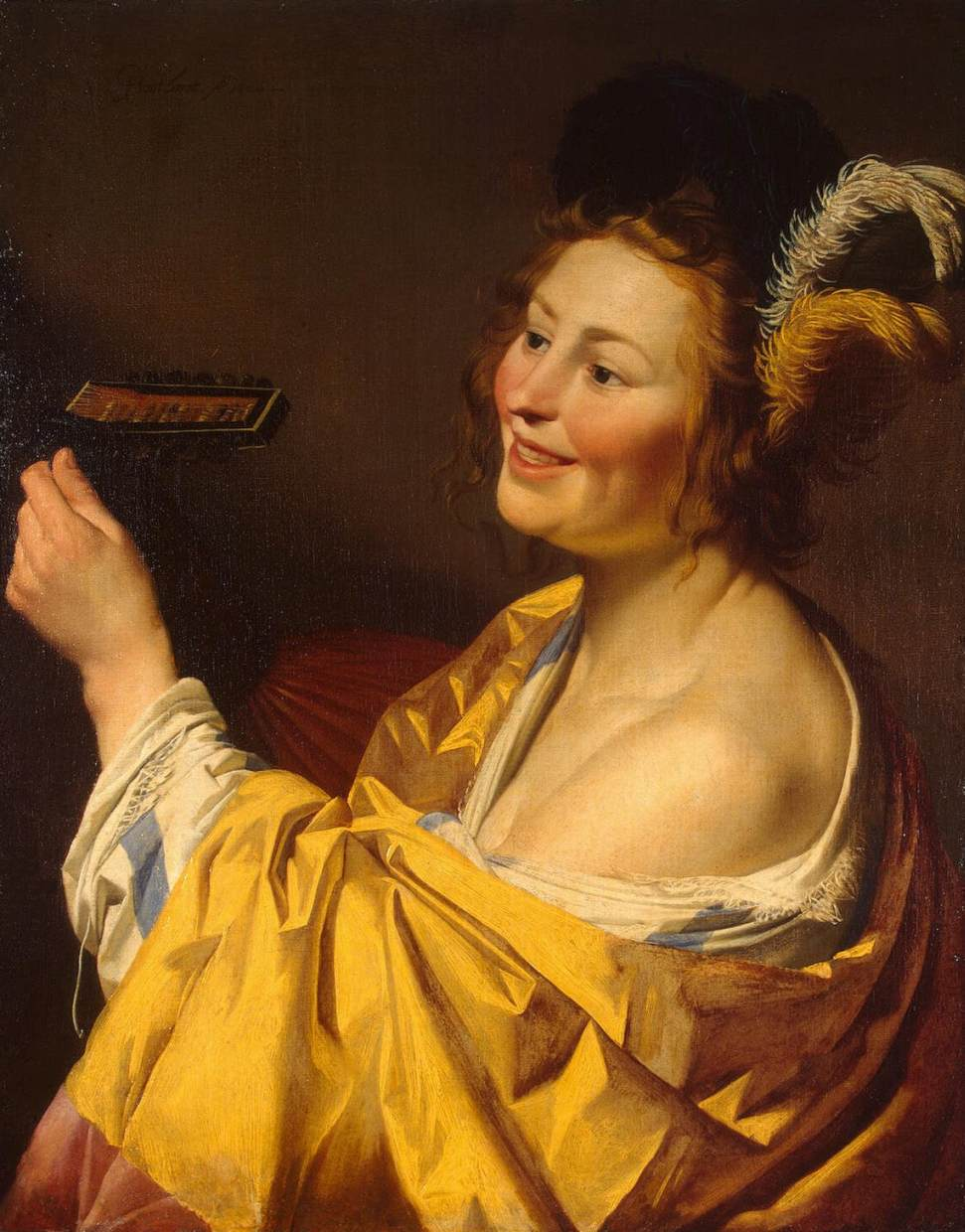
Loutnistka, 1624
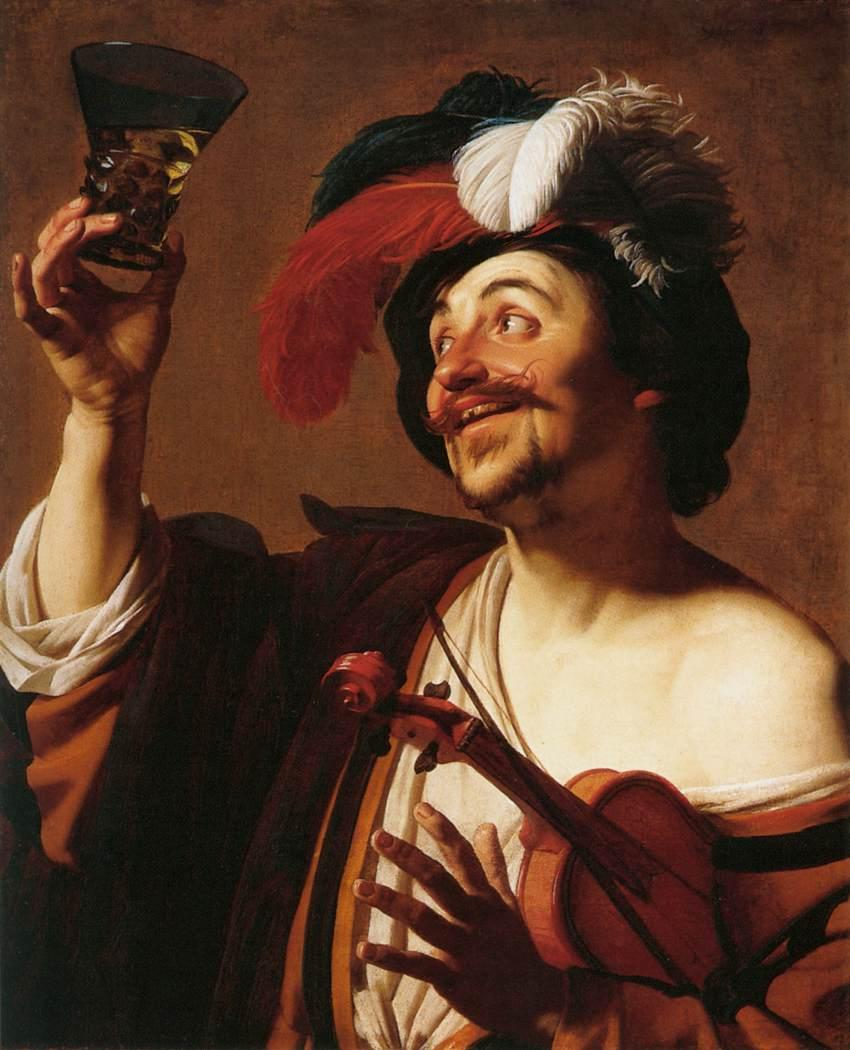
Šťastný houslista se sklenicí vína
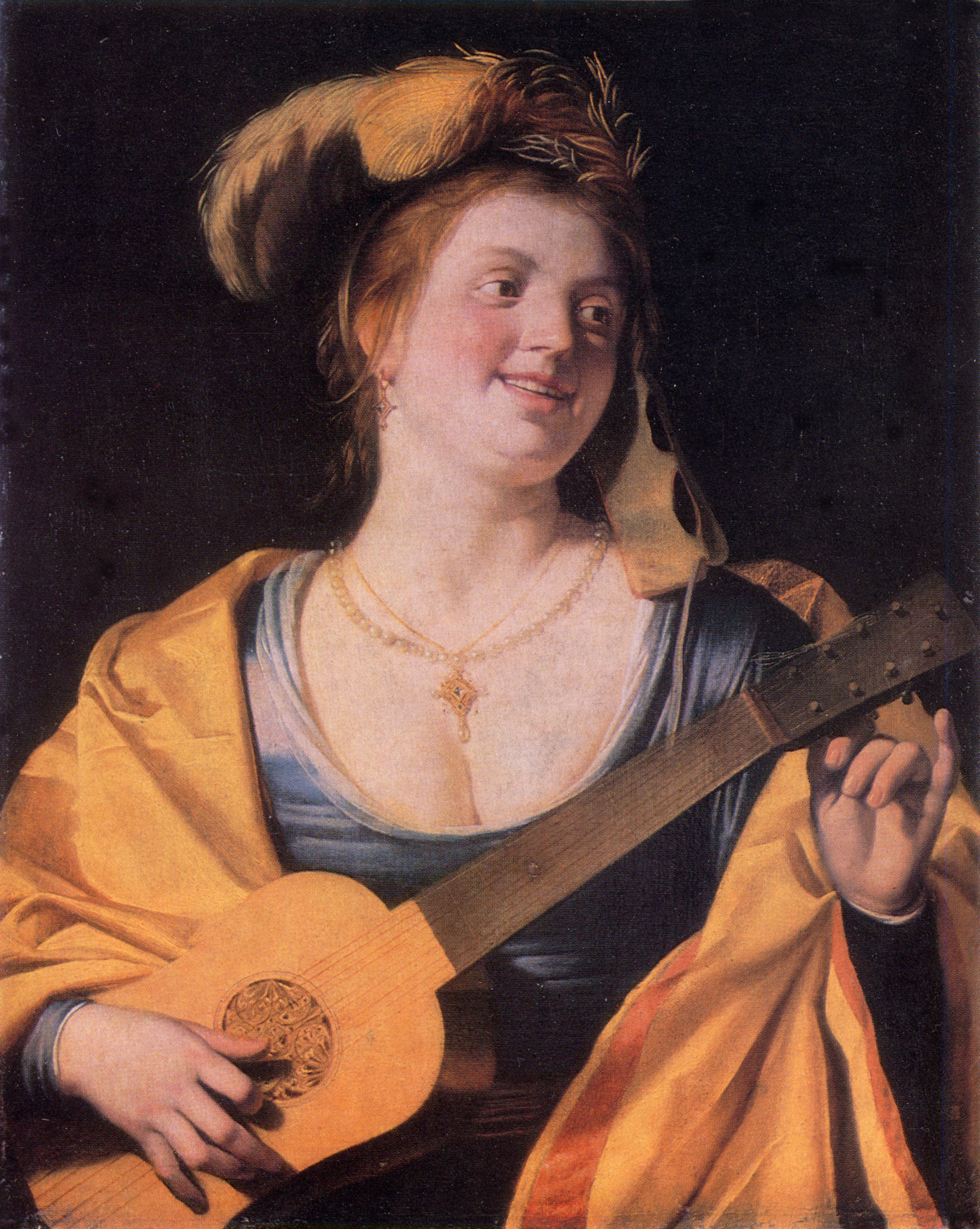
Žena s kytarou, 1631
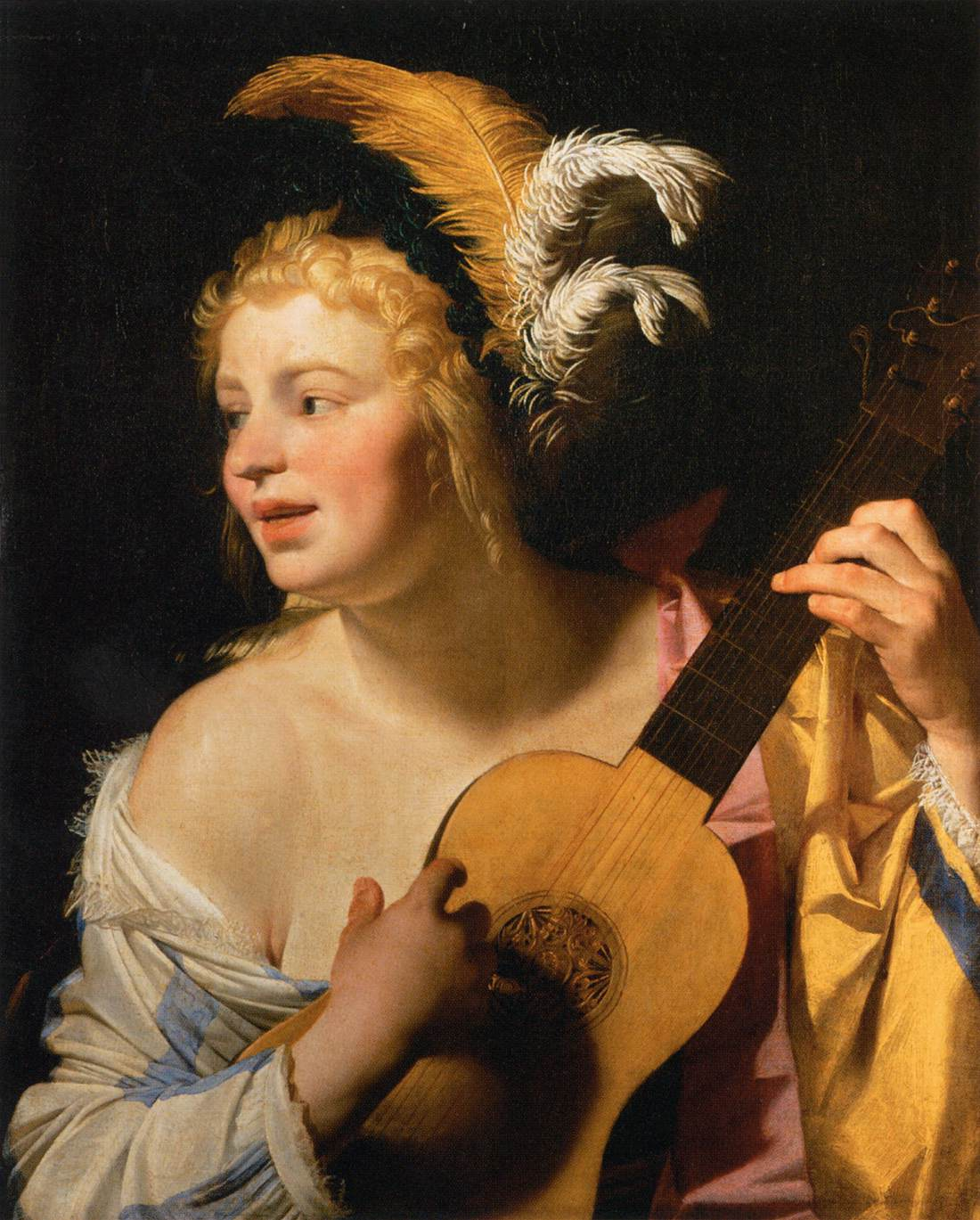
Žena hrající na kytaru